# La Source
La Source è un balletto in tre atti/quattro scene su musica di Léo Delibes e Aloisius Ludwig Minkus. Minkus ha scritto il primo atto e la seconda scena del terzo atto mentre Delibes ha scritto il secondo atto e la prima scena del terzo atto.
La coreografia è di Arthur Saint-Léon, che collaborò con Charles Nuitter per il libretto.
La scenografia originale era di Édouard Desplechin, Jean-Baptiste Lavastre, Auguste Alfred Rubé, Chaperon (scenario), Paul Lormier (costumi).
La prima produzione ebbe luogo al Teatro Imperiale dell'Opéra a Parigi il 12 novembre 1866 con Guglielmina Salvioni (Naïla), Eugénie Fiocre (Nouredda) e Louis Mérante (Djémil), L. Marquet (Morgab).
Il balletto in origine era stato creato per la danzatrice austriaca Adèle Grantzow che però si ruppe un piede e fu trattenuta a San Pietroburgo. Venne scelta quindi la Salvioni anche se era una ballerina limitata. Difatti non ottenne un gran successo, a differenza della Fiocre nel ruolo di Nouredda. Saint-Léon fu molto contento quando nel 1867 la parte di Naila poté essere ballata dalla Grantzow.

## Trama

### Primo atto
Siamo in Persia. Naila, uno spirito della sorgente, gode della protezione del cacciatore Djemil. Egli deve impedire che la zingara Morgab inquini le acque della sorgente.
Djemil si innamora di Nouredda ma commette il terribile errore di alzarle il velo per vederne il volto. Viene punito dal fratello di lei e condannato a morire di sete a fianco della sorgente. Naila però lo salverà bagnandolo con le acque della sorgente.

### Secondo atto
Nouredda si reca con Morgab al palazzo di Khan, il suo promesso sposo. Arriva Djemil che con l'aiuto di un fiore fatato fa nascere una sorgente dalla quale esce Naila. Appena Khan la vede se ne innamora e ripudia Nouredda che gli giura vendetta.

### Terzo atto
Naila aiuta Djemil a fuggire con Nouredda dicendogli però che lei non lo ama. Naila in realtà è innamorata di Djemil ma egli non lo sa e le chiede un aiuto per conquistare Nouredda. Naila ricorre allora al fiore fatato ben sapendo che usandolo morirà. Lo pone sul cuore di Nouredda che arde immediatamente per Djemil mentre la sorgente lentamente smette di sgorgare.

## La Sourceoggi
Uscito dal repertorio dell'Opèra di Parigi nel 1876, venne ripreso due anni dopo alla corte di Vienna, per poi essere dimenticato fino al 1925, quando Agrippina Jakovlevna Vaganova lo rimise in scena per il Teatro Mariinskij di San Pietroburgo, con il debutto della sua allieva Marina Semenova.. Nel 1968 sarà George Balanchine a riproporlo per il New York City Ballet. L'ultima ripresa è quella della stagione 2014-2015 dell'Opéra di Parigi, con le coreografie di Jean-Guillaume Bart.